# Direcció general de Nacions Unides i Drets Humans
La Direcció general de Nacions Unides i Drets Humans és un òrgan de gestió de la Secretaria d'Estat d'Afers Exteriors del Ministeri d'Afers Exteriors, Unió Europea i Cooperació d'Espanya.

## Funcions
Les funcions de la Direcció general es regulen en l'article 4 del Reial decret 768/2017:
- La definició i coordinació de la posició d'Espanya en relació amb l'actuació tant en els òrgans principals de les Nacions Unides com en els òrgans subsidiaris, comitès i grups de treball dependents d'aquells.
- La planificació i coordinació de la posició d'Espanya en relació amb la prevenció de conflictes; l'impuls d'iniciatives i instruments de promoció de la diplomàcia preventiva; i la representació institucional d'Espanya i el seguiment de les activitats dels organismes i fòrums multilaterals en la matèria.
- La gestió de les relacions institucionals amb els organismes internacionals tècnics i, en col·laboració amb les diferents unitats del Ministeri d'Afers Exteriors i de Cooperació, amb altres Departaments ministerials, i amb els òrgans d'altres Administracions Públiques espanyoles, la coordinació de la posició espanyola en aquells, així com en els seus òrgans subsidiaris, en les agències especialitzades del sistema de les Nacions Unides i en el sector econòmic i social de l'organització.
- La coordinació de la representació institucional d'Espanya i el seguiment de les activitats dels organismes i fòrums multilaterals en els quals s'abordin assumptes internacionals de medi ambient, i en particular el canvi climàtic; les activitats d'índole política i jurídica relacionades amb aquestes matèries, en el marc de les Nacions Unides, l'Organització per a la Cooperació i la Seguretat a Europa i altres fòrums específics en els quals Espanya participi, en col·laboració amb els restants Departaments competents.
- La planificació, en coordinació amb les Direccions generals corresponents, de la política exterior d'Espanya en el camp de la protecció i la promoció dels drets humans.
- La definició i coordinació de la posició i representació institucional d'Espanya, i el seguiment de les activitats dels organismes i fòrums multilaterals en què s'abordin els drets humans, i en particular, el Consell de Drets Humans de les Nacions Unides, el Consell d'Europa, l'Organització per a la Seguretat i la Cooperació a Europa, així com tots els òrgans de control de compliment dels tractats internacionals dels quals Espanya forma part.
- La coordinació de la representació institucional d'Espanya i el seguiment de les activitats dels organismes i fòrums multilaterals per a la promoció de la democràcia i l'Estat de Dret.
- La proposta i execució de la política espanyola respecte al Consell d'Europa i l'Organització per a la Seguretat i la Cooperació a Europa (OSCE), en coordinació amb altres òrgans del Ministeri i d'altres Departaments amb competència en les activitats d'aquestes organitzacions.
- L'impuls, seguiment i coordinació de la presència d'espanyols com a funcionaris internacionals en els diferents organismes i fòrums dels quals Espanya forma part, en col·laboració amb la resta d'òrgans del Ministeri i amb altres Departaments ministerials.

## Estructura
De la Direcció general depenen els següents òrgans:
- Sotsdirecció General de Nacions Unides.
- Sotsdirecció General d'Organismes Internacionals Tècnics.
- Oficina de Drets Humans.

## Directors generals
- Francisco Javier Sanabria Valderrama (2015-)[2]
- Jorge Manuel Domecq Fernández de Bobadilla (2008-2010)
- Arturo Laclaustra Beltrán (2004-2008)